# Phẫu thuật cắt khối tá tụy
Phẫu thuật cắt khối tá tụy, phẫu thuật Whipple, hoặc K phẫu thuật Kausch-Whipple là phẫu thuật thường được thực hiện để cắt khối u đầu tụy. Nó là cũng được sử dụng để điều trị chấn thương tụy hoặc tá tràng, viêm tụy mạn. Do có chung nguồn cấp máu nên phẫu thuật cắt đầu tụy cũng đòi hỏi phải loại bỏ tá tràng, đoạn đầu hồi tràng, túi mật, và đôi khi, một phần dạ dày.

## Giải phẫu

Các mô được lấy ra trong phẫu thuật cắt khối tá tụy

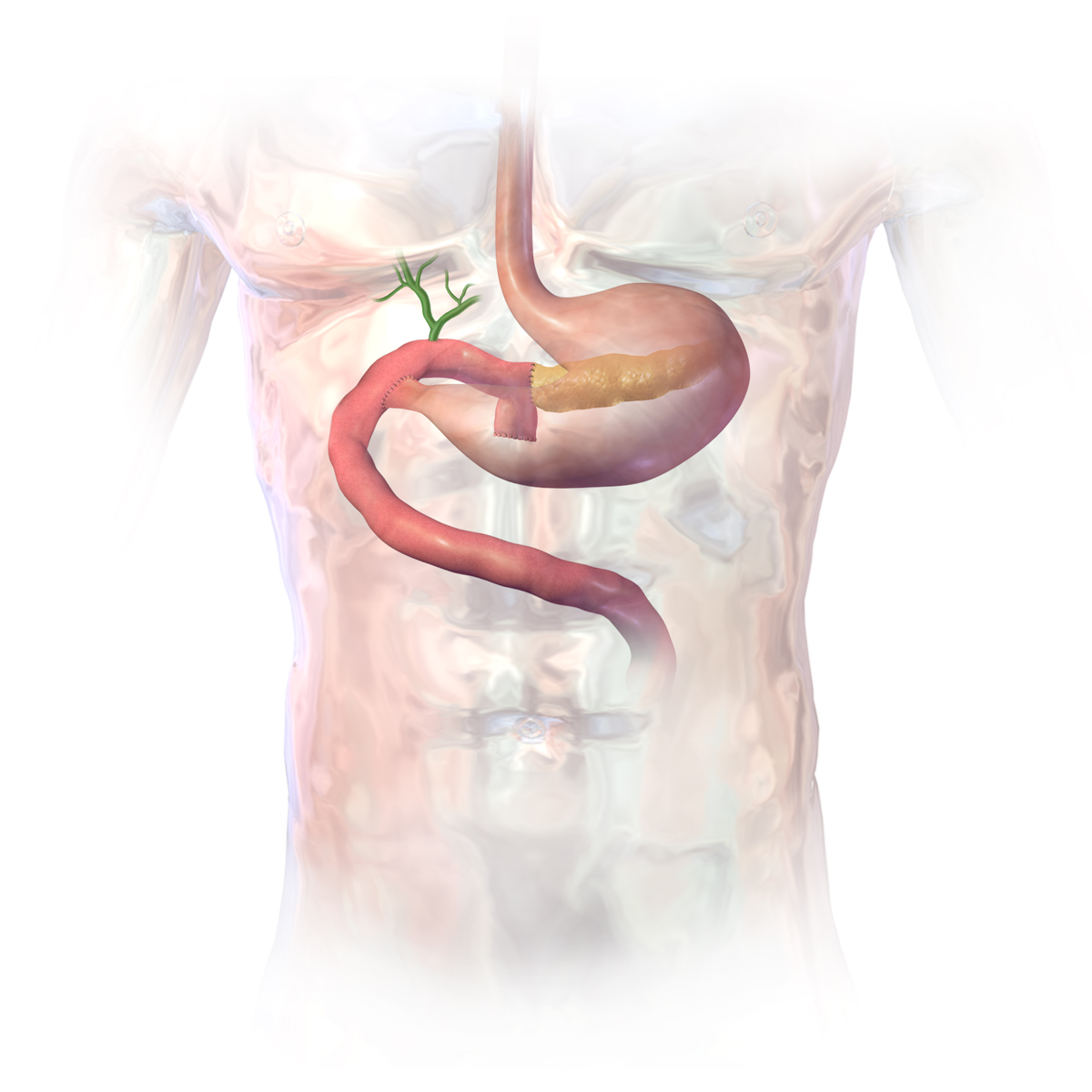
Phẫu thuật Whipple

Kỹ thuật cắt khối tá tụy phổ biến nhất bao gồm cắt bỏ đoạn xa dạ dày (hang vị), đoạn một và hai của tá tràng,đầu tụy, các ống mật chủ, và túi mật. Các hạch bạch huyết khu vực cũng thường được loại bỏ trong phẫu thuật (vét hạch). Tuy nhiên, không phải tất cả các hạch đều cần loại bỏ trong phẫu thuật cắt khối tá tụy do các nghiên cứu chỉ ra rằng các bệnh nhân không được hưởng lợi từ việc phẫu thuật xâm lấn hơn.
Sau khi mở bụng, bước đầu tiên phẫu thuật viên cần làm là kiểm tra phúc mạc và gan để xác địnhdi căn. Đây là bước quan trọng đầu tiên do di căn bệnh là chống chỉ định phẫu thuật.
Nguồn cấp máu cho tụy bao gồm từ động mạch thân tạng chia ra nhánh  động mạch tá tụy trên và động mạch mạc treo tràng trên từ động mạch tá tụy dưới. Có các nhánh nhỏ hơn đi từ động mạch vị phải có nguồn gốc từ động mạch thân tạng. Phẫu thuật cắt tụy sẽ cắt đứt nguồn cấp máu đến tá tràng, dẫn đến các hoại tử tá tràng.
Trong khi gan vẫn được cấp máu, phẫu thuật viên phải làm một đường dẫn mới để dẫn lưu mật từ gan. Việc này được thực hiện ở cuối phẫu thuật. Phẫu thuật viên sẽ tạo một chỗ dẫn lưu mới giữa ống tụy chủ với hồi tràng hoặc dạ dày.

## Chỉ định
Phẫu thuật cắt khối tá tụy thường được thực hiện để điều trị  ung thư quanh bóng Vater, bao gồm ung thư đường mật, tá tràng hoặc đầu tụy. Do tụy, tá tràng và ống mật chủ có cùng nguồn cấp máu nên cần cắt bỏ đồng thời tất cả các cấu trúc này. Các chỉ định khác cho phẫu thuật cắt khối tá tụy bao gồm viêm tụy mạn, u lành tính của tụy, ung thư di căn đến tụy và u biểu mô đệm ống tiêu hóa.

## Chống chỉ định
Chống chỉ định tuyệt đối của phẫu thuật này là có di căn ổ bụng và những cơ quan gần đó. Thường là ở phúc mạc, gan, và mạc nối. Để xác định có di căn hay không, phẫu thuật viên sẽ kiểm tra ổ bụng ngay sau khi mở bụng. Ngoài ra, có thể nội soi để chẩn đoán.
Những chống chỉ định khác bao gồm xâm lấn mạch lớn (như động mạch thân tạng, tĩnh mạch chủ dưới, hoặc động mạch mạc treo tràng trên).

## Lịch sử
Phẫu thuật lần đầu tiên được mô tả bởi Alessandro Codivilla một phẫu thuật viên người Ý vào năm 1898. Phẫu thuật ung thư quanh bóng Vater đầu tiên đã được thực hiện bởi phẫu thuật viên người Đức Walther Kausch và năm 1909 và ông mô tả lại vào năm 1912. Nó thường được gọi phẫu thuật Whipple, sau khi phẫu thuật  viên người Mỹ Allen Whipple đưa ra một phiên bản hoàn thiện của phẫu thuật vào năm 1935 và sau đó rất nhiều cải tiến kỹ thuật của ông.